# 妙蓮寺 (横浜市港北区)

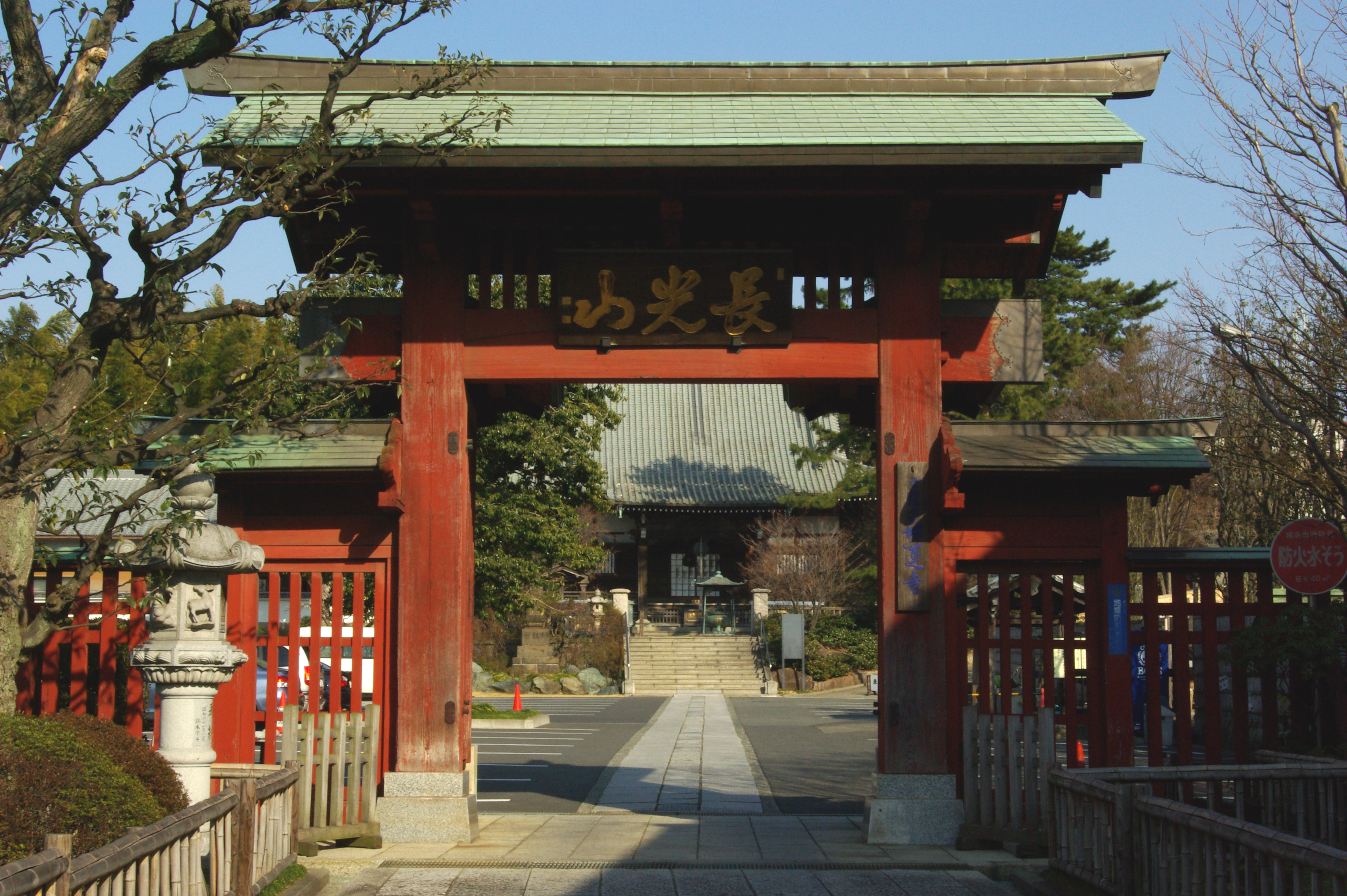
妙蓮寺駅踏切前にある門。長光山という山号が掲げられている

妙蓮寺（みょうれんじ）は、神奈川県横浜市港北区にある日蓮宗の寺院。通称、菊名妙蓮寺。旧本山は大本山池上本門寺。池上中道不二庵法類の土富店法縁。

## 歴史
1350年（観応元年）現在の横浜市神奈川区神明町に波木井善太郎が大経阿闍梨日輪を開山上人として、この寺院の前身の一つである長光山大経院妙仙寺を開いた。
1908年（明治41年）妙仙寺が横浜鉄道臨港線（現：JR横浜線）敷設のため、現在の東神奈川駅付近から移転を余儀なくされた。当時の住職・慈性院日體（盛野泰静）は菊名池畔にあった淨壽山蓮光寺を移転先として合併した。両寺院から1文字ずつ取って長光山妙蓮寺とした。合併の碑が駅前にある。この様な経緯から、京都の妙蓮寺との関わりはない。
1926年（大正15年）寺の敷地内を東急東横線が通る計画となった。当時の住職であった日偉は再度の移転を嫌い、寺の敷地内を通らせる事を選択した。代わりに妙蓮寺前駅（現：妙蓮寺駅）を作らせた。そのため、駅前の一部は今も寺の土地である。